# Gerrit Van Gestel
Gerrit Van Gestel (* 20. Januar 1958 in Beerse) ist ein ehemaliger belgischer Radrennfahrer.

## Sportliche Laufbahn
Van Gestel war im Straßenradsport aktiv. Er war Teilnehmer der Olympischen Sommerspiele 1980 in Moskau. Im Mannschaftszeitfahren kam Belgien mit Patrick du Chau, Marc Sergeant, Gerrit Van Gestel und Leo Wellens auf den 16. Rang.
1979 gewann er eine Etappe in der Ronde van de Kempen. 1980 gewann er das Rennen mit drei Etappensiegen. 1980 gelang ihm der Sieg im Prolog der Tour de l’Avenir, die er auf dem 31. Rang beendete. Weitere Siege holte er in der Tour de Wallonie mit einem Etappensieg. Von 1981 bis 1983 war er Berufsfahrer. 1981 holte er einen Tageserfolg im Rennen Driedaagse van De Panne.  Dritter wurde er 1980 im Circuit de Wallonie und 1981 bei Dwars door België.